# مراقبت سلامتی در اسرائیل

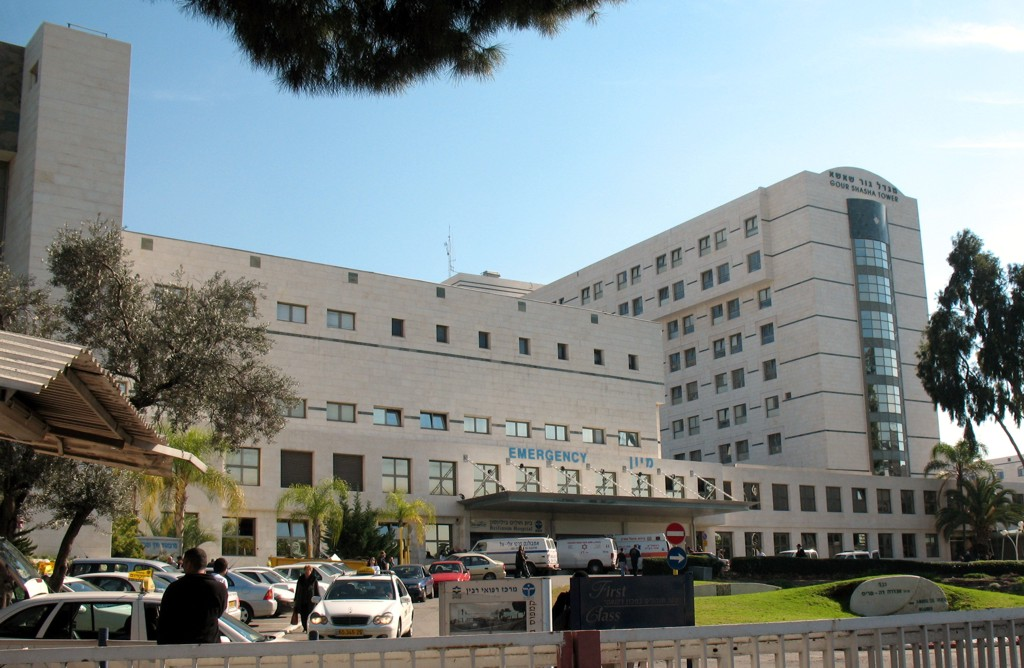
بیمارستان بایلینسون در پتخ تیکوا، Israel

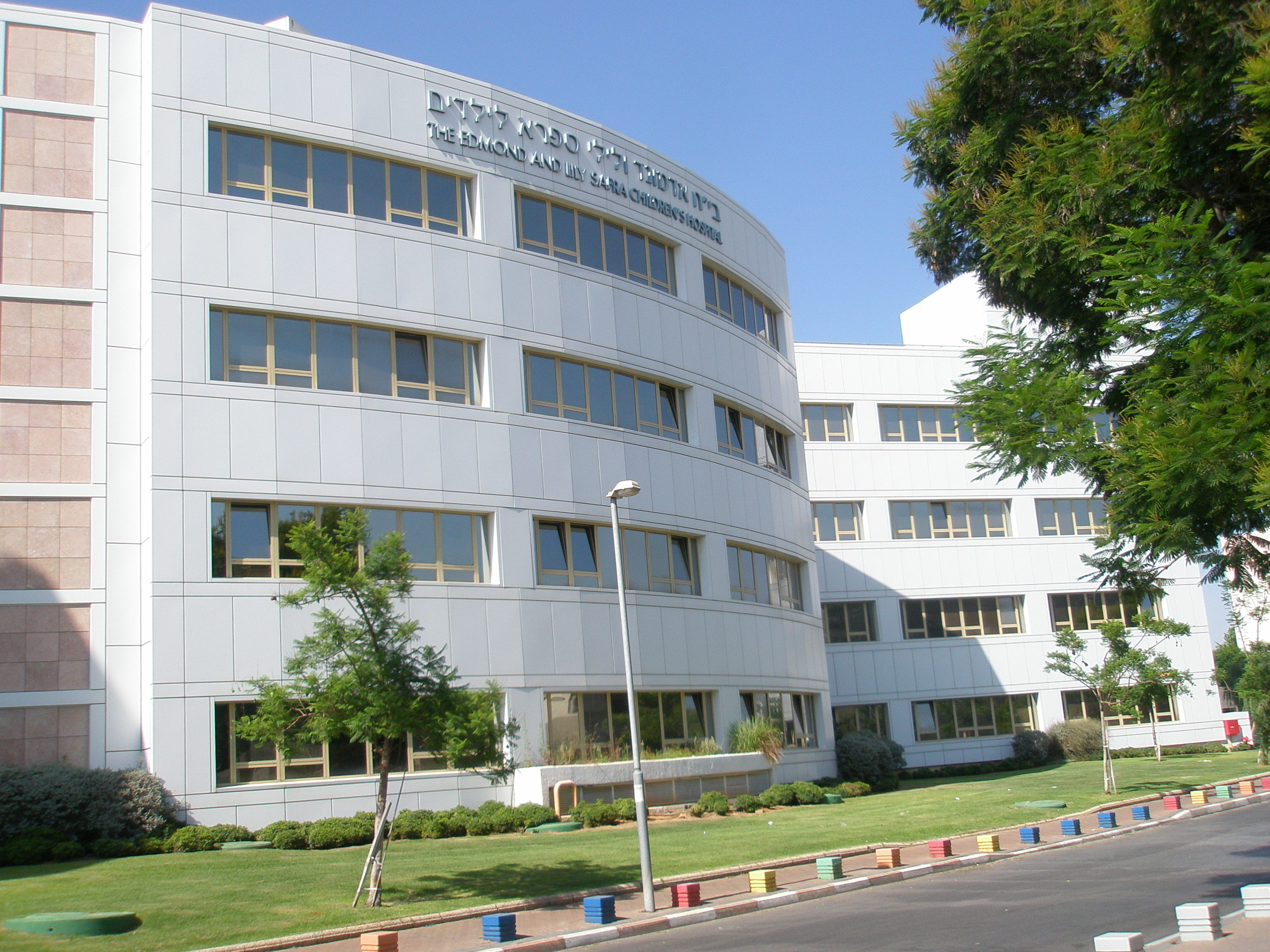
بیمارستان کودکان صفرا در تل هاشومر

مراقبت سلامتی در اسرائیل همگانی و مشارکت در برنامهٔ بیمه پزشکی اجباری است. همۀ شهروندان اسرائیلی از مراقبت‌های سلامتی پایه‌ای به عنوان یک حق اساسی برخوردار هستند. سیستم سلامت و درمان اسرائیل بر بنیاد قانون بیمه سال ۱۹۹۵ است که همه شهروندان ساکن در این کشور را مجبور به پیوستن به یکی از چهار سازمان بیمه درمانی رسمی که به عنوان نهادهای ناسودبر اداره می‌شوند، می‌کند. این سازمان‌ها توسط قانون، از خودداری از عضویت هر شهروند اسرائیلی منع شده‌اند. اسرائیلی‌ها می‌توانند پوشش درمانی خود را افزایش داده و گزینه‌های خود را با خرید بیمه درمانی خصوصی بهبود دهند. در یک نظرسنجی از ۴۸ کشور جهان در ۲۰۱۳, نظام سلامت اسرائیل رتبه چهارم از نظر کارایی را به دست آورد و در سال ۲۰۱۴ رتبۀ هفتم از ۵۱ کشور را به خود اختصاص داد. در سال ۲۰۱۵ اسرائیل در رتبۀ ششم سالم‌ترین کشور در جهان توسط بلومبرگ رتبه‌بندی شد و رتبه هشتم از نظر امید به زندگی را نیز به خود اختصاص داد.

## تاریخچه

### دولتاسرائیل
دولت اسرائیل، اداره بهداشت و درمان مندوب بریتانیا را با وزارت بهداشت جایگزین کرد و ادارات بهداشت منطقه ای و یک سرویس اپیدمیولوژی را ایجاد نمود. تسهیلات بیمارستانی که قبلا توسط مقامات بریتانیایی اداره می شد، توسط دولت تصاحب شد و بیمارستان ها و درمانگاه های جدیدی نیز ایجاد گردید. در پایان سال ۱۹۴۸، تنها ۵۳درصد از جمعیت یهودی اسرائیل تحت پوشش بیمه بودند که حدود ۸۰ درصد آنها توسط درمانگاهای کلالیت، و بقیه توسط چند صندوق بیمه درمانی کوچک تحت پوشش قرار داشتند. در سال های پس از آن، سیستم مراقبت های بهداشتی اسرائیل گسترش یافت و طی یک دهه، حدود ۹۰ درصد از جمعیت تحت پوشش بیمه قرار گرفتند. بر اساس یک مطالعه در سال ۱۹۹۴، "اسرائیل از یک بخش بهداشت و درمان جامع برخوردار است که در عمل یک سیستم پوشش همگانی است، بدون اینکه به صورت رسمی به این شکل تعریف شده باشد." 
تا قبل از تصویب قانون بیمه درمانی ملی در سال ۱۹۹۵، سیستم مراقبت های بهداشتی اسرائیل بر پایه عضویت داوطلبانه شهروندان اسرائیلی در یکی از کوپات حولیم (صندوق های درمانی) بود که مسئول ارائه خدمات پزشکی به اعضای خود بودند. در ابتدا شش کوپات حولیم وجود داشت، اما این تعداد در دهه ۱۹۷۰ پس از ادغام دو صندوق به چهار صندوق کاهش یافت. کوپات حولیم به صورت مستقل عمل می کردند اما از سوی دولت یارانه دریافت می کردند. بزرگترین کوپات حولیم، خدمات بهداشتی کلالیت بود که متعلق به اتحادیه کارگری هیستادروت بود. در اواسط دهه 1۱۹۸۰ تخمین زده می شد که حدود ۷۰ درصد از جمعیت تحت پوشش کلالیت قرار داشتند.
تعدادی از بیمارستان ها متعلق به دولت بودند؛ در سال ۱۹۸۷ دولت ۱۱ بیمارستان عمومی، ۱۰ بیمارستان روانپزشکی و۸8 بیمارستان سالمندان را اداره می‌کرد. کلالیت مالک چندین بیمارستان بود و در تقریبا هر شهر، شهرک، روستا و کیبوتص مراکز درمانی داشت. سازمان های دیگری نیز وجود داشتند که برخی از تسهیلات پزشکی خود را حفظ می کردند و هزینه بستری شدن اعضای خود در بیمارستان های دولتی را پرداخت می نمودند. برای بیمه درمانی، افراد باید حق بیمه متغیری بر اساس درآمد خود می پرداختند. در نهایت، تعدادی پزشک خصوصی و تعداد کمی بیمارستان خصوصی نیز وجود داشت، و برخی طرح های بسیار گران قیمت، مراقبت های بهداشتی خصوصی را پوشش می دادند. سطح پوشش بهداشتی ارائه شده در میان کوپات حولیم متفاوت بود. علاوه بر این، کلالیت تنها صندوقی بود که ورود اعضای جدید را بر اساس سن، شرایط از پیش موجود یا سایر عوامل محدود نمی کرد، اگرچه عضویت در اتحادیه کارگری هیستادروت یا بازمانده یک عضو، پیش شرط عضویت در کلالیت بود. این بدان معنا بود که افرادی که چنین ارتباطی با هیستادروت نداشتند (یا نمی توانستند داشته باشند) و قادر به پیوستن به صندوق بیمه دیگری نبودند، از پوشش بیمه درمانی محروم می ماندند. با این حال، تا اوایل دهه ۱۹۹۰ حدود ۹۵ درصد از جمعیت توسط چهار صندوق بیمه پوشش داده می شدند.
در سال ۱۹۷۳، قانونی تصویب شد که بر اساس آن تمامی کارفرمایان به صورت قانونی ملزم شدند در بیمه درمانی کارمندان خود از طریق پرداخت مستقیم به طرح های بیمه کارمندانشان مشارکت کنند. وظیفه مشارکت در نهایت در سال ۱۹۹۱ تغییر یافت و کاهش یافت.
در سال ۱۹۸۸، دولت یک کمیسیون ملی تحقیق را به ریاست شوشانا نتانیاهو برای بررسی کارایی و اثربخشی سیستم مراقبت های بهداشتی اسرائیل منصوب کرد. این کمیسیون گزارش نهایی خود را در سال ۱۹۹۰ ارائه داد. توصیه اصلی این گزارش تصویب قانون بیمه درمانی ملی بود که مدیریت، ارائه و تامین مالی عمومی خدمات پزشکی در کشور را یکپارچه می کرد و سطح حداقلی از پوشش بهداشتی را برای تمامی شهروندان تضمین می نمود. این توصیه توسط وزیر بهداشت حایم رامون پیگیری شد و قانون بیمه درمانی ملی در سال ۱۹۹۴ در کنست تصویب و از اول ژانویه ۱۹۹۵ لازم الاجرا شد. پس از تصویب قانون ۱۹۹۵، عضویت در یکی از چهار کوپات حولیم اجباری شد در حالی که پذیرش در هر یک از آنها از نظر قانونی تضمین شده بود، ارتباط کلالیت با هیستادروت قطع گردید، و ساکنان اسرائیل به یک حداقل سبد خدمات پایه یکسان صرف نظر از اینکه به کدام صندوق تعلق داشتند، مستحق شدند و به آنها اجازه داده شد سالانه یک بار بین صندوق ها جابجا شوند.

## ایمنی وکیفیت
اسرائیل یکی از پیشرفته ترین و با کیفیت ترین سیستم های مراقبت های بهداشتی را در جهان دارد. بیمارستان های اسرائیل مجهز به امکانات مدرن و تکنولوژی پزشکی با کیفیت بالا هستند. کارکنان پزشکی نیز به خوبی آموزش دیده اند.
ارائه خدمات بهداشتی و درمانی در اسرائیل نیز بسیار کارآمد است. یک مطالعه در سال ۲۰۱۳ نشان داد که اسرائیل چهارمین سیستم مراقبت های بهداشتی کارآمد در جهان را دارد. در یک نظرسنجی در اوت ۲۰۱۴، اسرائیل به عنوان هفتمین سیستم مراقبت های بهداشتی کارآمد در جهان رتبه بندی شد.
هفت بیمارستان اسرائیلی از کمیسیون مشترک، سازمانی که استانداردهای ایمنی برای مراقبت های پزشکی را تعیین می کند، گواهینامه دریافت کرده اند: مرکز پزشکی سوروکا در بئرشبع، مرکز پزشکی هاامک در افولا، بیمارستان مایر در کفارسابا، مرکز پزشکی رابین در پتاح تکوا، مرکز پزشکی کاپلان در رحوبوت، مرکز پزشکی کارمل در حیفا و مرکز پزشکی آسوتا در تل آویو.
در سال های ۲۰۱۹ و ۲۰۲۰، مجله نیوزویک بزرگترین بیمارستان اسرائیل، مرکز پزشکی شیبا در تل هاشومر را در فهرست ده بیمارستان برتر جهان قرار داد.

## گردشگری پزشکی
اسرائیل در حال تبدیل شدن به یک مقصد محبوب برای گردشگران پزشکی است. در سال ۲۰۰۶، ۱۵,۰۰۰ توریست خارجی برای انجام اقدامات پزشکی به این کشور سفر کردند که ۴۰ میلیون دلار درآمد به همراه داشت. از سال 2010 تا به امروز، تا ۳۰,۰۰۰ توریست خارجی سالانه برای درمان به اسرائیل  آمده اند که اکثر آنها از روسیه بوده اند.[
برخی از گردشگران پزشکی به دلیل در دسترس نبودن اقدامات درمانی مورد نظرشان در کشورهای خودشان به اسرائیل می آیند. دیگران، به ویژه از ایالات متحده، اسرائیل را انتخاب می کنند زیرا می توانند با هزینه بسیار کمتری درمان با کیفیت بالایی مانند جراحی و لقاح آزمایشگاهی دریافت کنند. بسیاری از گردشگران پزشکی برای درمان در دریای مرده، یک مرکز درمانی معروف جهانی، به اسرائیل می آیند. وزارت گردشگری اسرائیل و ارائه دهندگان خدمات پزشکی حرفه ای در تلاش هستند تا آگاهی از این بخش کوچک در اسرائیل را افزایش دهند.
بر اساس یک گزارش در سال ۲۰۱۳، تعداد بیمارانی که از اروپای شرقی، قبرس و ایالات متحده برای درمان به بیمارستان های دولتی و خصوصی اسرائیل مراجعه می کنند، در حال افزایش است. درآمد حاصل از گردشگری پزشکی در سال ۲۰۱۲ حدود ۱۴۰ میلیون دلار برآورد شده است.

### گردشگری پزشکی فلسطینی
تعداد قابل توجهی از ساکنان سرزمین های فلسطینی برای دریافت خدمات پزشکی، اغلب برای انجام آزمایش ها یا درمان های پیچیده ای که در بیمارستان های فلسطینی در دسترس نیست، به اسرائیل مراجعه می کنند. هزینه درمان آنها توسط یک توافق مالی با تشکیلات خودگردان فلسطین، یا در برخی موارد، از جیب خودشان پرداخت می شود. هزینه درمان ساکنان نوار غزه توسط تشکیلات خودگردان فلسطین یا سازمان هایی مانند مرکز صلح پرس پرداخت می گردد.
فلسطینیانی که برای دریافت درمان پزشکی به اسرائیل مراجعه می کنند، باید یک گذرنامه ورود بشردوستانه از اسرائیل دریافت کنند که هزاران مورد از آن سالانه صادر می شود. در ژانویه ۲۰۰۹، در زمان جنگ غزه، تشکیلات خودگردان فلسطین موقتاً پوشش مالی برای تمام مراقبت های پزشکی فلسطینیان در بیمارستان های اسرائیل را از جمله برای بیماران مزمن و کسانی که نیازمند مراقبت های پیچیده ای بودند که در سرزمین های فلسطینی در دسترس نبود، لغو کرد. مقامات فلسطینی اظهار داشتند که ترجیح می دهند این بیماران را به کشورهای عربی همسایه بفرستند و مقامات اسرائیلی را متهم کردند که از بیماران فلسطینی، برخی که در حملات هوایی اسرائیل زخمی شده بودند، در کمپین های روابط عمومی برای بهبود چهره مخدوش اسرائیل در  طول جنگ غزه استفاده می کنند. در سال ۲۰۱۲، وزارت بهداشت تشکیلات خودگردان فلسطین گزارش کرد که در سال ۲۰۱۱ حدود ۴۲۱ میلیون دلار برای تامین پوشش درمانی فلسطینیان در بیمارستان های اسرائیل و جهان عرب هزینه کرده است.شهروندان عرب اسرائیل به همان سیستم مراقبت های بهداشتی مانند سایر شهروندان این کشور تعلق دارند.
کیفیت مراقبت های پزشکی در اسرائیل به طور قابل توجهی بهتر از هر جای دیگری در کرانه باختری و نوار غزه است. ایروین منسدورف، عضو *گروه کاری مسائل پزشکی و بهداشت عمومی، دانشمندان برای صلح در خاورمیانه* درباره مراقبت های روزمره که فلسطینیان همچنان در بیمارستان های اسرائیلی و از پزشکان اسرائیلی دریافت می کنند، نوشته است.
*نجات کودکان*، که توسط مرکز صلح پرس تاسیس شده، به صدها کودک فلسطینی امکان می دهد تا از جراحان اسرائیلی، به ویژه جراحی قلب، به صورت رایگان مراقبت پزشکی دریافت کنند.
"نجات قلب یک کودک" برنامه ای است که در آن هر کودکی با مشکلات قلبی می تواند از پزشکان و بیمارستان های منتخب در اسرائیل به صورت رایگان تحت مراقبت و جراحی قرار بگیرد. از سال ۱۹۹۶ تا ۲۰۰۷، ۴,۵۹۱ کودک در سراسر جهان معاینه شده بودند که از ۱,۸۴۸ کودک درمان شده، ۸۲۸ نفر (۴۵ درصد) آنها فلسطینی بودند.

## تحقیقات پزشکی
اسرائیل در زمبنه های تحقیقات پزشکی و قابلیت های مهندسی زیستی رهبر و پیشرو جهاتی است. بیوتکنولوژی،تحقیقات پزشکی و بالینی بیش از نیمی از انتشارات علمی اسرائیل راتشکیل میدهند، وبخش صنعتی از این دانش گسترده برای توسعه و تولید داروها، تجهیزات پزشکی و درمان های جدید استفاده می کند. در میان سایر زمینه های پزشکی، اسرائیل پیشرو در تحقیقات بنیادی سلولی است، با لااترین تعداد مقالات، پتنت ها، مطالعات تحقیقاتی سرانه نسبت به جمعیتش، و همچنتن تحقیق در مورد طبابت احیا کننده و ماری جوانا "علف" پزشکی.
1. ↑  "The Health Care System in Israel: An Historical Perspective".
2. ↑  "Nathan Straus Presents Health Center in Jerusalem to Hadassah". Jewish Telegraphic Agency. 20 May 1927.
3. ↑  "Achy But Healthy: Lessons From the Israeli Health Sector by Yaakov Kop".
4. ↑  "Foreign Labor Trends". The Bureau. 4 December 1996 – via Google Books.
5. ↑  "Israel's Health Care System Seen by Many As Sick Itself - Jewish Telegraphic Agency". www.jta.org. 26 February 1987.
6. ↑  "Can Universal Healthcare Work? A Look at Israel's Successful Model". October 2009.
7. ↑  "Israel ranks 4th globally in health care efficiency". The Times of Israel.
8. ↑  Most Efficient Health Care 2014: Countries - Bloomberg Best (and Worst)". Bloomberg. 25 August 2014. Retrieved 3 August 2015.
9. ↑  "Seven hospitals receive prestigious international safety accreditation". Archived from the original on 23 July 2011.
10. ↑  "The 10 Best Hospitals in the World". Newsweek. 3 March 2020. Retrieved 3 June 2020.
11. 1 2 3  "Welcoming the world's ills". Haaretz. 7 February 2008.
12. ↑  Dan Even (18 November 2010). "Health Ministry to probe Israel medical tourism industry following Haaretz exposé". Haaretz. Retrieved 21 January 2010.
13. ↑  "Medical Tourism". www.thinkisrael.com. Archived from the original on 7 November 2011. Retrieved 18 July 2010.
14. ↑  Kate Shuttleworth, Special for USA TODAY (11 November 2013). "Medical tourism in Israel hurting Israelis?". USA TODAY.
15. ↑  "Israeli hospital confirms that it treated Haniyeh's daughter". The Jerusalem Post - JPost.com. 19 October 2014.
16. ↑  Becker، Jo؛ Sella، Adam (۲۰۲۴-۰۵-۲۶). «The Hamas Chief and the Israeli Who Saved His Life» (به انگلیسی). The New York Times. شاپا 0362-4331. دریافت‌شده در ۲۰۲۴-۰۶-۲۰.
17. ↑  "Israel's hospitals continue to treat Gazan patients". The Jerusalem Post - JPost.com. 19 November 2012.
18. ↑  "Palestinians Stop Paying Israeli Hospitals for Gaza and West Bank Patients". The New York Times. 10 February 2009.
19. ↑  "Physicians for Human Rights-Israel and human rights organizations in a joint position paper on the decision to stop covering Palestinian's medical care in Israel". ReliefWeb. Archived from the original on 11 March 2009.
20. ↑  BMJ journal Derek Summerfield article in reply to Simon Fellerman
21. ↑  Fellerman, Simon M. (2004). "Palestinian health: the truth, the lies, and the statistics". BMJ. 329 (7474): 1110. doi:10.1136/bmj.329.7474.1110. PMC 526137.
22. ↑  Save a Child's Heart.com Archived 11 December 2008 at the Wayback Machine Success rates
23. ↑  "SCIENCE AND TECHNOLOGY: Medical R&D". GxMSDev.
24. ↑  Press, Gil. "Medical Innovations, Vast Experience Combine To Help Burn Victims In Israel And Worldwide". Forbes (به انگلیسی). Retrieved 2024-06-20.
25. ↑  https://www.israel21c.org/the-top-12-most-amazing-israeli-medical-advances/
26. ↑  April 7, biotech company SaNOtize at the company's lab in Nezz Ziona on; Images, 2021-EMMANUEL DUNAND/AFP via Getty (2022-04-14). "Israeli innovations in medical tech embraced worldwide - Al-Monitor: Independent, trusted coverage of the Middle East". www.al-monitor.com (به انگلیسی). Retrieved 2024-06-20.
27. ↑  Ravet، Hagar (۲۰۲۰-۰۳-۲۳). «The Israeli Inventions That Lessen The Healthcare System's Burden». CTECH - www.calcalistech.com. دریافت‌شده در ۲۰۲۴-۰۶-۲۰.
28. ↑  Netta Ahituv (27 December 2012). "Stem cell tourism prepares for take-off". Haaretz.com.
29. ↑  UK, Israel launch regenerative medicine projects". The Jerusalem Post. 11 September 2012.